# Ivándárda
Ivándárda là một thị trấn thuộc hạt Baranya, Hungary. Thị trấn này có diện tích 7,67 km², dân số năm 2010 là 247 người, mật độ 32 người/km².